# Hipposideros cyclops
Hipposideros cyclops е вид бозайник от семейство Hipposideridae.

## Разпространение
Видът е разпространен в Бенин, Габон, Гамбия, Гана, Гвинея, Гвинея-Бисау, Демократична република Конго, Екваториална Гвинея (Биоко), Камерун, Кения, Кот д'Ивоар, Либерия, Нигерия, Руанда, Сенегал, Сиера Леоне, Танзания, Того, Уганда, Централноафриканска република и Южен Судан.